# Привреда Босне и Херцеговине
Босна и Херцеговина се суочи са проблемима обнове после разорног грађанског рата као и са модернизацијом привреде. Један од остатака предратног времена је јака индустријска база, посебно јака метална индустрија. Највећа предузећа су била Енергоинвест, УНИС, Хидроградња, Враница, РМК Зеница, ТАС, ФАМОС, БНТ Нови Травник. Стопа незапослености у то време је била јако ниска.

## Прилике после распада СФРЈ
Грађански рат у БиХ је, осим разарања и великих жртава, проузроковао и нагло смањење производње за 80% у периоду од 1992. до 1995. године и нагли скок стопе незапослености. После рата, привредни раст се нагло повећао, са мањом стагнацијом у периоду од 2000. до 2002. године. Садашња валута, конвертибилна марка је уведена 1998. године и инфлација је мала због везаности те валуте за евро. Велика стопа незапослености и дефицит остају највећи проблеми привреде БиХ. Земља и даље прима велике количине помоћи из иностранства. Многе приватизације су биле неуспешне. Стране банке (посебно након 2001. године) контролишу највећи део банкарског сектора. Сива економија је и даље битан извор прихода.

### Макроекономски показатељи
| БДП                       | БДП             | БДП                     | БДП | БДП | БДП | БДП | БДП | БДП | БДП | БДП |
| ------------------------- | --------------- | ----------------------- | --- | --- | --- | --- | --- | --- | --- | --- |
| Година                    | Стопа раста БДП | БДП по глави становника |     |     |     |     |     |     |     |     |
| 1997                      | 29.9%           | 2.817                   |     |     |     |     |     |     |     |     |
| 1998                      | 28.9%           | 3.782                   |     |     |     |     |     |     |     |     |
| 1999                      | 9.5%            | 4.121                   |     |     |     |     |     |     |     |     |
| 2000                      | 5.2%            | 4.364                   |     |     |     |     |     |     |     |     |
| 2001                      | 3.6%            | 4.603                   |     |     |     |     |     |     |     |     |
| 2002                      | 5.0%            | 4.871                   |     |     |     |     |     |     |     |     |
| 2003                      | 3.5%            | 5.110                   |     |     |     |     |     |     |     |     |
| 2004                      | 6.3%            | 5.497                   |     |     |     |     |     |     |     |     |
| 2005                      | 4.3%            | 5.942                   |     |     |     |     |     |     |     |     |
| 2006                      | 6.2%            | 6.466                   |     |     |     |     |     |     |     |     |
| 2007                      | 6.5%            | 7.031                   |     |     |     |     |     |     |     |     |
| 2008                      | 5.4%            | 7.550                   |     |     |     |     |     |     |     |     |
| 2009                      | -3.4%           | 7.361                   |     |     |     |     |     |     |     |     |
| 2010                      | 0.5%            | 7.428                   |     |     |     |     |     |     |     |     |
| 2011                      | 0.92%           | 8.063                   |     |     |     |     |     |     |     |     |
| 2012                      | -0.70%          | 8.100                   |     |     |     |     |     |     |     |     |
| 2013(процена)             | 0.5%            | 8.300                   |     |     |     |     |     |     |     |     |
| Извор: ММФ, октобар 2013. |                 |                         |     |     |     |     |     |     |     |     |

## Тренутно стање
Укупна вредност директних страних инвестиција (1999–2011):
- 1999: €166  мил.
- 2000: €159  мил.
- 2001: €133  мил.
- 2002: €282  мил.
- 2003: €338  мил.
- 2004: €534  мил.
- 2005: €421  мил.
- 2006: €556  мил.
- 2007: €1.628  милијарди
- 2008: €1.083  милијарди
- 2009: €434  мил.
- 2010: €359  мил.
- 2011: €313  мил.

Од 1994. до 2011. године, 6.4 милијарди евра је уложено у БиХ.
Највећи инвеститори (1994–2007):
- Аустрија (€1,294  мил.)
- Србија (€773  мил.)
- Хрватска (€434  мил.)
- Словенија (€427  мил.)
- Швајцарска (€337  мил.)
- Немачка (€270  мил.)
- Италија (€94.29  мил.)
- Холандија (€63.52  мил.)
- УАЕ (€56.70  мил.)
- Турска (€54.81  мил.)
- остали (€892.54  мил.)

Страна улагања по сектору (1994–2007):
- 37,7% производња
- 21% банкарство
- 4,9% услуге
- 9,6% трговина
- 0,30% транспорт
- 1% туризам

## Привреда у највећим градовима БиХ

### Сарајево
У Сарајеву се данас највише производе производи од дувана, намештај, чарапе, делови за аутомобиле и комуникациона опрема. Нека предузећа са седиштем у Сарајеву су Б&Х ерлајнс, БХ Телеком, Босналијек, Енергопетрол, Сарајевска пивара и ФДС. Такође, у главном граду БиХ постоји већи број новоизграђених шопинг центара.

### Мостар
Економија у Мостару зависи махом од туризма и прераде алуминијума. Заједно са Сарајевом, Мостар је велики финансијски центар - у њему су седишта две од три највећих банака у БиХ.

### Бања Лука
У Бањој Луци, седишту Републике Српске, 2002. године је основана Бањалучка берза. Тако Бања Лука поново постаје битно привредно и финансијско средиште. Ускоро се и акције највећих предузећа Републике Српске сврставају на берзанску котацију. Међу њима се налазе акције Телекома Српске, Рафинерије уља Модрича, Бањалучке пиваре, Витаминке и многе друге. Појављују се инвеститори из Словеније, Хрватске и Србије, а потом и из ЕУ, Норвешке, САД, Јапана и Кине. Осим берзе, у овом граду су смештене и друге важне финансијске институције као што су Инвестиционо-развојна банка Републике Српске, Комисија за хартије од вредности Републике Српске, Агенција за банкарство Републике Српске и Управа за индиректно опорезивање БиХ. Све то Бању Луку чини једним од најважнијих финансијских центара у земљи и требало би да представља основу за привредни развој овог краја.